# Ragnar Vold
Ragnar Vold (Kristiansund, 22 de noviembre de 1906-Oslo, 16 de junio de 1967) fue un escritor y periodista noruego.
Era hijo de los profesores William Benjamin Hansen Vold (1874–1943) y Helga Askevold (1875–1930), sobrino-nieto de Anders Askevold, esposo de la enfermera Sigrid Marie Johanna Wilhelmsen (1913–1992), nieta de Lars Aagaard Meyer, y padre de Jan Erik Vold.
Durante los años 1930 fue corresponsal y editor del diario Dagbladet y candidato del Partido Liberal de Noruega en 1953.

## Obra seleccionada
- Tyskland marsjerer – hvorfor? – hvorhen?, 1934.
- Mennesket søker fotfeste, 1939.
- Dagbladet i Tigerstaden, 1949.
- Dagbladet i krig og fred 1930–1954, 1968, recopilado por Reidar Anthonsen.
- Motstand: artikler i Dagbladet 1930–1945, recopilado por Jan Erik Vold.